# Родословный сборник русских дворянских фамилий
Родосло́вный сбо́рник ру́сских дворя́нских фами́лий — монография, написанная В. В. Руммелем и В. В. Голубцовым с целью заполнения лакун «Российской родословной книги» П. В. Долгорукова.
Сборник состоит из двух томов и включает в себя родословные 136 родов русского дворянства. Родословные представлены в виде поколенных росписей, включающих также супругов представителей рода и краткие биографические справки. Достаточно большое количество персон в сборнике являлись видными военными и государственными деятелями, известными представителями литературы и искусства.
Большинство родословных, представленных в сборнике, нигде до момента выпуска не публиковались. Данные для книги были составлены на основании дел архива департамента Герольдии, а также разных исторических источников и сведений, полученных авторами непосредственно от представителей родов. Основные данные были собраны В. В. Руммелем, меньшая часть — росписи семи фамилий — В. В. Голубцовым.
Сборник состоит из двух томов, первый из которых был выпущен в 1886 году, второй — в 1887 году в издательстве А. С. Суворина в Санкт-Петербурге. Каждый из томов содержит, кроме собственно родословных росписей, оглавление, список фамилий, встречающихся в тексте книги, а также перечень дополнительных данных, полученных уже после выхода в печать и замеченных ошибок.

## Список родов, описанных в книге

### Том 1
Абаза (стр. 1-9, 609), Абашидзе и Абашидзе-Горленко (596—601, 607—608), Авиновы (9-12), Адлерберг (13-20), Аксаковы (20-30, 609, 610), Алмазовы (30-35, 609), Аничковы (35-56, 609), Анненковы (56-76, 609), Апухтины (76-86), Ахшарумовы (87-89), Багговут (89-93), Базилевские (94-100), Бакунины (100—105), Балашовы (105—107), Барановы (107—125, 609), Бартеневы (126—147), Болотовы (147—156, 609), Боратынские (156—163), Васильевы и Васильев-Шиловский (164—166), Ведемейеры (167—171, 609), Вейдемейеры (171—172), Веневитиновы (172—177), Галаховы (177—181, 610), Гедеоновы (182—188, 610), Гирс (188—192), Голохвастовы (192—204, 610), Голубцовы (205—219, 610), Гончаровы (220—221), Горленко (601—606), Грейг (222—223), Дашковы (223—233, 610), Дибич-Забалканский и фон-Дибич (233—237), Донауровы (237—239), Дохтуровы (240—245), Друцкие-Соколинские (245—260, 610), Желябужские (260—269), Загряжские (270—289), Закревские (289—294, 610), Зеленые (295—301), Змеевы (302—328, 610), Зуровы (328—329), Ивковы (330—337), Кавелины (337—343), Казем-Бек (343—344), Казнаковы (345—350), Казначеевы (т.2, 813—821), Кантакузины (350—362), Карамзины (363—367), Кисловские (368—380), Кожины (380—392, 610), Козловы (393—418, 610), Корниловы (419—424), Кошелевы (424—439), Крамер (440—446), Кречетниковы (446—450), Кудрявцевы (450—462), Кузьмины-Караваевы (462—469), Кульневы (469—479), Ладыженские и Ромодановские-Ладыженские (479—502), Лажечниковы (502—503), Лазаревы (503—511), Лазаревы-Станищевы (511—519), Левашовы (519—549), Лобановы-Ростовские (550—562), Лутковские (562—570), Львовы (570—596)

### Том 2
Казначеевы (стр. 813—821), Майковы (1-7), Мартыновы (7-15), Мезенцовы (15-28), Мещерские (29-55), Милорадовичи (56-67), Милютины (68-70), Митусовы (71-73), Мордвиновы (74-90), Набоковы (90-94), Назимовы (95-114), Неклюдовы (115—128), Нелединские и Нелединские-Мелецкие (128—138), Нелидовы и Отрепьевы (138—165), Несвицкие (166—171), Норовы (171—180), Обольяниновы (181—188), Обресковы (189—193), Обуховы (194—205), Огаревы (205—220), Одинцовы (220—227), Оленины (227—234), Опочинины (234—242), Панаевы (242—246), Пантелеевы (247—250), Писемские (251—258), Потёмкины (258—278), Путятины (князья) (279—288), Путятины (графы и дворяне) (289—294), Путяты (294—304), Пущины (305—325), фон-Рейтерны (326—329), Родзянки (329—335), Ростовцевы (336—341), Ростопчины (341—348), Сабанеевы (348—351), Самойловы (352—355), Семевские (355—360), Сеславины (361—365), Сипягины (365—382), Скобельцыны (383—395), Сназины и Сназины-Тормасовы (395—400), Соковнины (401—413), Столыпины (413—418), Стромиловы (418—438), Суворовы-Рымникские и Суворовы (438—451), Сушковы (451—460), Талызины (460—469), Тимашевы и Тимашевы-Беринг (470—478), Тимирязевы (478—486), Толстые (487—533), Тормасовы (534—536), Тургеневы (536—554), Тырковы (555—559), Тютчевы (559—573), Фаминцыны (573—577), Хвостовы (577—593), Храповицкие (594—612), Хрущовы (612—644), Чаплины (644—657), Челищевы (657—678), Черевины (679—685), Чичерины (686—698), Шеншины (699—715), Шиловские и Васильев-Шиловский (715—723), Шиповы (724—735), Шишмаревы (735—747), Шубинские (748—752), Юшковы (752—766), Языковы (767—804), Яхонтовы (805—812)

## Публикации
- Руммель В. В., Голубцов В. В. Родословный сборник русских дворянских фамилий: В 2 томах. — СПб.: Издание А. С. Суворина, 1886. — Т. 1. — 608+11 с.
- Руммель В. В., Голубцов В. В. Родословный сборник русских дворянских фамилий: В 2 томах. — СПб.: Издание А. С. Суворина, 1887. — Т. 2. — 918+44 с.